# رضا جلی
رضا جلی پروفسور پژوهشگر و مدیر گروه رادیولوژی دانشگاه پزشکی شیراز و مدیر و مؤسس اداره‌ای امور رادیولوژی در دانشگاه شیراز است.

## اداره امور رادیولوژی
وی با ایجاد اداره امور رادیولوژیی در دانشگاه پزشکی شیراز به عنوان اولین و تنها دانشگاه دارای این اداره گام مثبتی در موضوع تجویز منطقی و آموزش را از بیمارستان نمازی آغاز کرده‌است که هدف آن تجویز به جا و منطقی جهت تشخیص بموقع و مناسب و حفظ سلامتی و عدم پرتوگیری بیهوده بیماران است.

## استمرار آموزش کارشناسان
جلی با برگزاری همایش‌ها و ایجاد ساختارهای مناسب تلاش نموده دوره‌های پیوسته برای بازآموزی و به روز رسانی اطلاعات کارشناسان رادیولوژی همانند دورهای رادیولوژیست‌ها ایجاد نماید.

## مقالات علمی
جلی با انتشار مقالات علمی زیادی در سطح بالای علمی و بین‌المللی نقش مهمی در ارتقای تشخیص با تمرکز بر بیماری‌های سینه در پرتونگاری سی تی اسکن داشته‌است.